# 호세 페레르
호세 페레르(José Ferrer, 1912년 1월 8일 ~ 1992년 1월 26일)는 푸에르토리코의 배우이다.

## 출연 작품
- 시티 보이즈 (1992)
- 청부 살인 (1991)
- 크리스토퍼 콜럼버스 (1985)
- 삼손과 데릴라 (1984)
- 추적자 (1984)
- 사구 (1984)
- 라스트 에어리언 (1983)
- 사느냐 죽느냐 (1983)
- 블러드 타이드 (1982)
- 한여름 밤의 섹스 코미디 (1982)
- 블러디 버스데이 (1981)
- 에비타 페론 (1981)
- 도박 천국의 비밀 (1980)
- 기디언의 트럼펫 (1980)
- 성룡의 살수호 (1980)
- 내츄럴 에너미스 (1979)
- 페도라 (1978)
- 흡혈귀 졸탄 (1978)
- 스웜 (1978)
- 센티넬 (1977)
- 사랑의 유람선 (1977)
- 에드가 후버의 개인 파일 (1977)
- 빅 버스 (1976)
- 리틀 드럼 보이 (1968)
- 최고의 이야기 (1965)
- 바보들의 배 (1965)
- 아내는 요술쟁이 (1964)
- 어느 박람회장에서 생긴 일 (1962)
- 아라비아의 로렌스 (1962)
- 페이튼 플레이스 2 (1961)
- 그레이트 맨 (1956)
- 딥 인 마이 하트 (1954)
- 케인호의 반란 (1954)
- 물랑 루즈 (1952)
- 위기 (1950)
- 시라노 (1950)
- 소용돌이 (1949)
- 잔 다르크 (1948)

## 같이 보기
- 미겔 페러